# Campeonato Europeo de Atletismo de 2010

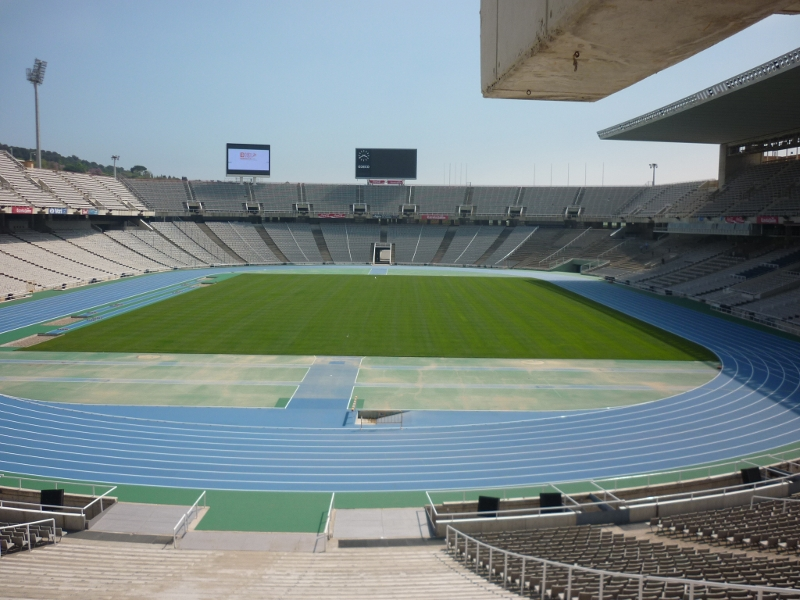
El Estadio Olímpico Lluís Companys acondicionado para la celebración del Europeo de Atletismo de 2010

El XX Campeonato Europeo de Atletismo se celebró en Barcelona (España) entre el 26 de julio y el 1 de agosto de 2010 bajo la organización de la Asociación Europea de Atletismo (AEA) y la Real Federación Española de Atletismo (RFEA). Se trata de la primera ocasión en la que un Europeo de Atletismo se ha disputado en España, aunque anteriormente ya se habían albergado cuatro ediciones del Europeo en Pista Cubierta. La ciudad de Barcelona, por otra parte, ya acogió un Mundial en Pista Cubierta en el año 1995.
Rusia fue la nación vencedora de estos campeonatos, sumando un total de 24 medallas, 10 de ellas de oro. El segundo lugar fue para Francia con 18 medallas, 8 de oro, y tercero para el Reino Unido con 19 medallas, 7 de oro. España tuvo una buena actuación, aunque inferior a la esperada, consiguiendo 6 medallas en total, 2 de oro, y ocupando el octavo puesto en el cuadro de medallas.

## Ceremonia de apertura
El lunes 26 de julio, a las 21:30 h, se efectuó la ceremonia de apertura justo al pie de la Fuente mágica de Montjuic, con acceso totalmente gratuito para el público. Consistió en un espectáculo de luz y sonido de 90 min. de duración, con las fuentes como protagonistas, basado en la actuación de bailarines, acróbatas y atletas, cuya concepción y puesta en marcha corrió a cargo de Hansel Cereza, uno de los miembros fundadores de La Fura dels Baus. La segunda parte del evento transcurrió con la apertura oficial a cargo del presidente de la AEA, Hansjörg Wirz, el presidente de la Generalidad de Cataluña, José Montilla, y el alcalde de Barcelona, Jordi Hereu, para seguidamente dar paso al desfile de las naciones participantes; y terminar con un espectáculo de fuegos artificiales. Al final de la ceremonia, la banda de rumba catalana La Troba Kung Fú ofreció un animado concierto.

## Instalaciones
Las competiciones se realizaron en el Estadio Olímpico Lluís Companys, cuya pista fue remodelada con un tartán sintético de última tecnología atlética, de color azul y hecho a base de goma de polisopreno (caucho sintético), marca registrada Mondotrack FTX de la firma italiana MONDO. Se contó además con otras cuatro pistas de atletismo: el complejo deportivo de la Mar Bella y la pista de Can Dragó, para los entrenamientos, y como zonas de calentamiento los estadios Pau Negre y Joan Serrahima, cercanos al Estadio Olímpico.
Las pruebas de resistencia, el maratón y la marcha, se efectuaron en recorridos urbanos trazados sobre algunas de las principales vías de la capital catalana. Por primera vez en la historia de estos campeonatos, estas pruebas terminaron fuera del estadio: la salida y la meta se encontraron en un mismo punto ubicado sobre el paseo Picasso, al lado del Parque de la Ciudadela. 
Las tres especialidades de la marcha se celebraron en un circuito de un kilómetro de longitud sobre el paseo Picasso y la calle Marqués de la Argentera. El maratón constó de un trayecto inicial de 1,097 m (dos vueltas) y de uno de 10 km (cuatro vueltas) que transcurrió por el paseo de Lluís Companys, la ronda de San Pere, la Gran Vía de las Cortes Catalanas, el paseo de Gracia, nuevamente la Gran Vía, la calle de Marina, el paseo de Circunvalación, la avenida Marqués de la Argentera, el paseo Colón y de regreso hasta el punto de partida; pasando por algunos de los puntos turísticos emblemáticos de la ciudad condal: el Arco de Triunfo, las plazas de Cataluña y de la Universidad, las casas Amatller, Batlló y Lleó Morera, la plaza de toros Monumental, el monumento a Colón, el puerto Viejo y la Estación de Francia, entre otros.
Los atletas fueron alojados en ocho hoteles ubicados a lo largo del frente marítimo de la ciudad, entre los barrios de Villa Olímpica y Diagonal Mar del distrito de San Martín; los miembros de la AEA y de la RFEA, en otros tres hoteles cercanos al puerto de Barcelona, y el personal de los medios de comunicación acreditados, en nueve hoteles emplazados en la zona del eje que forman las calles Tarragona y Numancia.

## Imagen

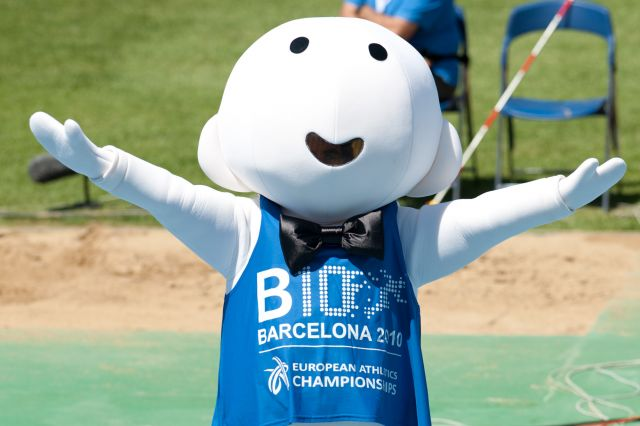
Barni portando una camiseta azul con el logotipo del evento

Barni, la mascota, supuso una auténtica innovación ya que estuvo en proceso de cambio: cuando fue presentada al público era un niño, con el paso del tiempo fue creciendo hasta convertirse, en la época del evento, en un joven deportista. Se trata de una figura humanoide, de color blanco,  formas curvilíneas y con una cabeza redonda sobredimensional.
El logotipo muestra una imagen dinámica, basada en los caracteres B10 (B de Barcelona y 10 del año 2010) escritos en color naranja, y los números representados por medio de puntos; algunos puntos a la izquierda del cero se desvanecen creando la figura de un atleta en movimiento, como si se tratara del momento en que sale del taco de partida. En la parte inferior se puede ver la frase BARCELONA 2010 y el emblema de la AEA.
Las medallas para los vencedores, concebidas por el artista Martín Ruiz de Azúa, también contaron con un diseño innovador; en vez de la típica forma redonda, presentan la forma de una 'v' invertida que prolongaba la forma de la cinta de la medalla. 
El Comité Organizador del campeonato, presidido por el presidente de la RFEA, José María Odriozola, designó como embajadores del evento a nueve de los medallistas más importantes del atletismo español: José Manuel Abascal, Abel Antón, Fermín Cacho, Carlota Castrejana, Javier García Chico, Martín Fiz, Valentí Massana, Javier Moracho y  Carmen Valero.

## Éxitos deportivos
Entre los puntos importantes de este campeonato cabe mencionar el triunfo en los 100 m lisos masculinos del velocista francés Christophe Lemaitre, que se impuso en la final con un tiempo de 10,11 s, siendo el primer blanco en ganar esta prueba desde el Europeo de 1982. Lemaitre también se alzó con el triunfo en la prueba de 200 m y en los relevos 4 x 100 m, con lo que se convirtió en el primer atleta europeo en lograr este ansiado triplete, además de coronarse como el auténtico protagonista del campeonato.
El maratón femenino fue ganado por la atleta lituana Živilė Balčiūnaitė con un tiempo de 2:31:14, por delante de la rusa Nailia Yulamanova y de la italiana Anna Incerti; el suizo Viktor Röthlin venció en el maratón masculino con un tiempo de 2:15:31, el segundo lugar fue para Chema Martínez y el tercero para el ruso Dmitri Safronov.
La nación dominante, Rusia, se impuso en la marcha atlética, logrando cinco de las nueve medallas posibles: Stanislav Emelianov, oro en 20 km, Sergéi Bakulin, bronce en 50 km, y un triplete en los 20 km femeninos, encabezado por el oro de Olga Kaniskina. También dominó en las carreras femeninas, con un triplete en los 400 m lisos y medallas de oro en los 800 m, 400 m con vallas y 3000 m con obstáculos; así como en los relevos 4 x 400 m, donde ambos equipos, el masculino y el femenino, se alzaron campeones.

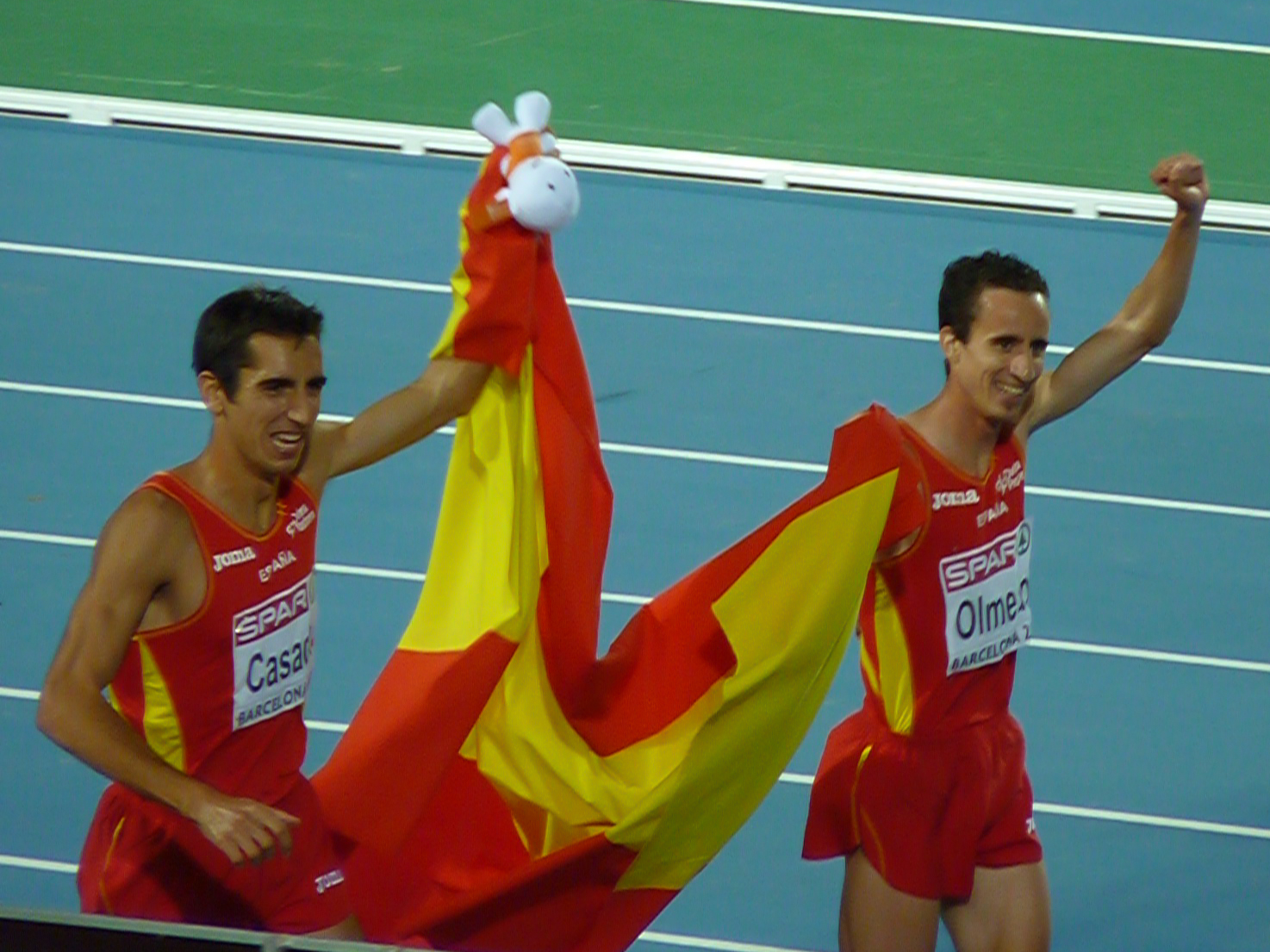
Arturo Casado y Manuel Olmedo celebrando sus respectivas medallas de oro y bronce de la final de los

España consiguió sus mejores resultados en las carreras de mediofondo y de fondo, con las medallas de oro y bronce en los 1500 m masculinos obtenidas por Arturo Casado y Manuel Olmedo, respectivamente. Dos días más tarde igualaron esta hazaña las chicas en los 1500 m: oro para Nuria Fernández y bronce para Natalia Rodríguez. Además se obtuvieron dos medallas de plata, a cargo de Jesús España en los 5.000 m, y Chema Martínez en el maratón. José Luis Blanco obtuvo la medalla de bronce en los 3000 m con obstáculos, que meses más tarde le fue retirada al dar positivo por EPO en un control antidopaje. Marta Domínguez obtuvo la medalla de plata en los 3000 m obstáculos; sin embargo, fue descalificada seis años después por anomalías en su pasaporte biológico, así lo falló el TAS el 19 de noviembre de 2015.

## Países participantes
Participaron en total 1370 atletas (760 hombres y 610 mujeres) de 50 federaciones nacionales afiliadas a la AEA. España contó con la segunda delegación más numerosa de los países participantes: 97 atletas (60 hombres y 37 mujeres), detrás de Rusia, que estuvo representada por 108 deportistas. 
| - Albania (1/1) - Alemania (40/38) - Andorra (6/-) - Armenia (2/1) - Austria (12/4) - Azerbaiyán (3/2) - Bélgica (16/16) - Bielorrusia (16/27) - Bosnia y Herzegovina (1/1) - Bulgaria (7/9) - Chipre (6/4) - Croacia (7/5) - Dinamarca (12/3) | - Eslovaquia (13/6) - Eslovenia (17/17) - España (60/37) - Estonia (12/5) - Finlandia (35/7) - Francia (44/18) - Georgia (1/1) - Gibraltar (1/-) - Grecia (20/13) - Hungría (16/7) - Irlanda (15/18) | - Islandia (3/3) - Israel (13/3) - Italia (44/29) - Letonia (15/8) - Liechtenstein (1/-) - Lituania (10/15) - Luxemburgo (1/-) - Macedonia del Norte (1/1) - Malta (1/1) - Moldavia (2/4) - Mónaco (1/-) - Montenegro (-/2) - Noruega (18/21) | - Países Bajos (21/15) - Polonia (42/30) - Portugal (24/18) - Reino Unido (39/32) - República Checa (20/22) - Rumania (12/21) - Rusia (48/60) - San Marino (1/1) - Serbia (6/6) - Suecia (24/23) - Suiza (12/10) - Turquía (8/13) - Ucrania (30/32) |

## Resultados

### Masculino
| Evento                    | Oro                                                                                       | Plata                                                                                       | Bronce                                                                                       |
| ------------------------- | ----------------------------------------------------------------------------------------- | ------------------------------------------------------------------------------------------- | -------------------------------------------------------------------------------------------- |
| 100 m (28.07)             | Christophe Lemaitre Francia 10,11                                                         | Mark Lewis-Francis Reino Unido 10,18                                                        | Martial Mbandjock Francia 10,18                                                              |
| 200 m (30.07)             | Christophe Lemaitre Francia 20,37                                                         | Christian Malcolm Reino Unido 20,38                                                         | Martial Mbandjock Francia 20,42                                                              |
| 400 m (30.07)             | Kévin Borlée · Bélgica · 45,08                                                            | Michael Bingham Reino Unido 45,23                                                           | Martyn Rooney Reino Unido 45,23                                                              |
| 800 m (31.07)             | Marcin Lewadowski · Polonia · 1:47,07                                                     | Michael Rimmer Reino Unido 1:47,17                                                          | Adam Kszczot · Polonia · 1:47,22                                                             |
| 1500 m (30.07)            | Arturo Casado · España · 3:42,72                                                          | Carsten Schlangen · Alemania · 3:43,52                                                      | Manuel Olmedo · España · 3:43,54                                                             |
| 5000 m (31.07)            | Mo Farah Reino Unido 13:31,18                                                             | Jesús España · España · 13:33,12                                                            | Hayle Ibrahimov Azerbaiyán 13:34,15                                                          |
| 10 000 m (27.07)          | Mo Farah Reino Unido 28:24,99                                                             | Chris Thompson Reino Unido 28:27,33                                                         | Daniele Meucci · Italia · 28:27,33                                                           |
| 110 m vallas (30.07)      | Andy Turner Reino Unido 13,28                                                             | Garfield Darien Francia 13,34                                                               | Dániel Kiss · Hungría · 13,39                                                                |
| 400 m vallas (31.07)      | David Greene Reino Unido 48,12                                                            | Rhys Williams Reino Unido 48,96                                                             | Stanislav Melnykov · Ucrania · 49,09                                                         |
| 3000 m obstáculos (01.08) | Mahiedine Mekhissi-Benabbad Francia 8:07,87                                               | Bouabdellah Tahri Francia 8:09,28                                                           | Ion Luchianov Moldavia 8:19,64                                                               |
| 20 km marcha (27.07)      | Alex Schwazer · Italia · 1:20:38                                                          | João Vieira Portugal 1:20:49                                                                | Robert Heffernan Irlanda 1:21:00                                                             |
| 50 km marcha (30.07)      | Yohann Diniz Francia 3:40:37                                                              | Grzegorz Sudoł · Polonia · 3:42:24                                                          | Serguei Bakulin · Rusia · 3:43:26                                                            |
| Maratón (01.08)           | Viktor Röthlin · Suiza · 2:15:31                                                          | José Manuel Martínez · España · 2:17:50                                                     | Dmitri Safronov · Rusia · 2:18:16                                                            |
| Salto de altura (29.07)   | Alexandr Shustov · Rusia · 2,33 m                                                         | Ivan Ujov · Rusia · 2,31 m                                                                  | Martyn Bernard Reino Unido 2,29 m                                                            |
| Salto con pértiga (31.07) | Rénaud Lavillenie Francia 5,85                                                            | Maxym Masuryk · Ucrania · 5,80                                                              | Przemysław Czerwiński · Polonia · 5,75                                                       |
| Salto de longitud (01.08) | Christian Reif · Alemania · 8,47                                                          | Kafétien Gomis Francia 8,24                                                                 | Chris Tomlinson Reino Unido 8,23                                                             |
| Triple salto (29.07)      | Phillips Idowu Reino Unido 17,81                                                          | Marian Oprea · Rumania · 17,51                                                              | Teddy Tamgho Francia 17,45                                                                   |
| Peso (31.07)              | Tomasz Majewski · Polonia · 21,00                                                         | Ralf Bartels · Alemania · 20,93                                                             | Māris Urtāns Letonia 20,72                                                                   |
| Disco (01.08)             | Piotr Malachowski · Polonia · 68,87                                                       | Robert Harting · Alemania · 68,47                                                           | Róbert Fazekas · Hungría · 66,43                                                             |
| Martillo (28.07)          | Libor Charfreitag · Eslovaquia · 80,02                                                    | Nicola Vizzoni · Italia · 79,12                                                             | Krisztián Pars · Hungría · 79,06                                                             |
| Jabalina (31.07)          | Andreas Thorkildsen · Noruega · 88,37                                                     | Matthias de Zordo · Alemania · 87,81                                                        | Tero Pitkämäki · Finlandia · 86,67                                                           |
| 4 x 100 m (01.08)         | Francia Jimmy Vicaut Christophe Lemaitre Pierre-Alexis Pessoneaux Martial Mbandjock 38,11 | Italia · Roberto Donati · Simone Collio · Emanuele Di Gregorio · Maurizio Checcucci · 38,17 | Alemania · Tobias Unger · Marius Bröning · Alexander Kosenkow · Martin Keller · 38,44        |
| 4 x 400 m (01.08)         | Rusia · Maxim Dyldin · Alexei Axenov · Pavel Trenijin · Vladimir Krasnov · 3:02,14        | Reino Unido Conrad Williams Michael Bingham Robert Tobin Martyn Rooney 3:02,25              | Bélgica · Arnaud Destatte · Kévin Borlée · Cédric van Branteghem · Jonathan Borlée · 3:02,60 |
| Decatlón (29.07)          | Romain Barras Francia 8453 pts.                                                           | Eelco Sintnicolaas · Países Bajos · 8436 pts.                                               | Andrei Krauchanka · Bielorrusia · 8370 pts.                                                  |

1. ↑  Descalificación por dopaje del medallista de oro, el ruso Stanislav Yemelianov.[13]
2. ↑  Descalificación por dopaje del medallista de oro, el bielorruso Andrei Mijnevich.[13]

### Femenino
| Evento                    | Oro                                                                                          | Plata                                                                               | Bronce                                                                                  |
| ------------------------- | -------------------------------------------------------------------------------------------- | ----------------------------------------------------------------------------------- | --------------------------------------------------------------------------------------- |
| 100 m (29.07)             | Verena Sailer · Alemania · 11,10                                                             | Véronique Mang Francia 11,11                                                        | Myriam Soumaré Francia 11,18                                                            |
| 200 m (31.07)             | Myriam Soumaré Francia 22,32                                                                 | Yelizabeta Bryzhina · Ucrania · 22,44                                               | Alexandra Fedoriva · Rusia · 22,44                                                      |
| 400 m (30.07)             | Xeniya Ustalova · Rusia · 49,92                                                              | Antonina Krivoshapka · Rusia · 50,10                                                | Libania Grenot · Italia · 50,43                                                         |
| 800 m (30.07)             | Yvonne Hak · Países Bajos · 1:58,85                                                          | Jennifer Meadows Reino Unido 1:58,39                                                | Lucia Hrivnák Klocová · Eslovaquia · 1:59,48                                            |
| 1500 m (01.08)            | Nuria Fernández · España · 4:00,20                                                           | Hind Dehiba Francia 4:01,17                                                         | Natalia Rodríguez · España · 4:01,30                                                    |
| 5000 m (01.08)            | Elvan Abeylegesse Turquía 14:54,44                                                           | Sara Moreira Portugal 14:54,71                                                      | Jessica Augusto Portugal 14:58,47                                                       |
| 10 000 m (28.07)          | Elvan Abeylegesse Turquía 31:10,23                                                           | Jessica Augusto Portugal 31:25,77                                                   | Hilda Kibet · Países Bajos · 31:36:90                                                   |
| 100 m vallas (31.07)      | Nevin Yanit Turquía 12,63                                                                    | Derval O'Rourke Irlanda 12,65                                                       | Carolin Nytra · Alemania · 12,68                                                        |
| 400 m vallas (30.07)      | Natalia Antiuj · Rusia · 52,92                                                               | Vania Stambolova Bulgaria 53,82                                                     | Perri Shakes-Drayton Reino Unido 54,18                                                  |
| 3000 m obstáculos (01.07) | Yuliya Zarudneva · Rusia · 9:17,57                                                           | Hatti Archer Reino Unido 9:30,19                                                    | Wioletta Frankiewicz · Polonia · 9:34,13                                                |
| 20 km marcha (28.07)      | Anisia Kirdiapkina · Rusia · 1:28:55                                                         | Vera Sokolova · Rusia · 1:29:32                                                     | Melanie Seeger · Alemania · 1:29:43                                                     |
| Maratón (31.07)           | Anna Incerti · Italia · 2:32:48                                                              | Tetiana Filoniuk · Ucrania · 2:33:57                                                | Isabellah Andersson · Suecia · 2:34:43                                                  |
| Salto de altura (01.08)   | Blanka Vlašić · Croacia · 2,03 m                                                             | Emma Green · Suecia · 2,01 m                                                        | Ariane Friedrich · Alemania · 2,01 m                                                    |
| Salto con pértiga (30.07) | Svetlana Feofanova · Rusia · 4,75                                                            | Silke Spiegelburg · Alemania · 4,65                                                 | Lisa Ryzih · Alemania · 4,65                                                            |
| Salto de longitud (28.07) | Ineta Radēviča Letonia 6,92                                                                  | Naide Gomes Portugal 6,92                                                           | Olga Kucherenko · Rusia · 6,84                                                          |
| Triple salto (31.07)      | Olha Saladuha · Ucrania · 14,81                                                              | Simona La Mantia · Italia · 14,56                                                   | Svetlana Bolshakova · Bélgica · 14,55                                                   |
| Peso (27.07)              | Anna Avdeyeva · Rusia · 19,39                                                                | Yanina Pravalinskai-Karolchyk · Bielorrusia · 19,29                                 | Olga Ivanova · Rusia · 19,02                                                            |
| Disco (28.07)             | Sandra Perković · Croacia · 64,67                                                            | Nicoleta Grasu · Rumania · 63,48                                                    | Joanna Wiśniewska · Polonia · 62,37                                                     |
| Martillo (30.07)          | Betty Heidler · Alemania · 76,38                                                             | Tatiana Lysenko · Rusia · 75,65                                                     | Anita Włodarczyk · Polonia · 73,56                                                      |
| Jabalina (29.07)          | Linda Stahl · Alemania · 66,61                                                               | Christina Obergföll · Alemania · 65,58                                              | Barbora Špotáková · República Checa · 65,36                                             |
| 4 x 100 m (01.08)         | Ucrania · Olesia Povh · Natalia Pohrebniak · Mariya Riemien · Yelizaveta Bryzhina · 42,29    | Francia Myriam Soumaré Véronique Mang Lina Jacques-Sébastien Christine Arron 42,45  | Polonia · Marika Popowicz · Daria Korczyńska · Marta Jeschke · Weronika Wedler · 42,68  |
| 4 x 400 m (01.08)         | Alemania · Fabienne Kohlmann · Esther Cremer · Janin Lindenberg · Claudia Hoffmann · 3:24,07 | Reino Unido Nicola Sanders Marilyn Okoro Lee McConnell Perri Shakes-Drayton 3:24,32 | Italia · Chiara Bazzoni · Marta Milani · Maria Enrica Spacca · Libania Grenot · 3:25,71 |
| Heptatlón (31.07)         | Jessica Ennis Reino Unido 6823 pts.                                                          | Natalia Dobrinska · Ucrania · 6778 pts.                                             | Jennifer Oeser · Alemania · 6683 pts.                                                   |

1. ↑  Descalificación por dopaje de la medallista de oro, la rusa Tatiana Firova.[14]
2. ↑  Descalificación por dopaje de la medallista de oro, la rusa Mariya Savinova.[14]
3. ↑  Descalificación por dopaje de la medallista de oro, la turca Alemitu Bekele.[14]
4. ↑  Descalificación por dopaje de la medallista de plata, la rusa Inga Abitova.[14]
5. ↑  Descalificación por dopaje de las medallistas de plata y bronce, la española Marta Domínguez y la rusa Liubov Jarlamova.[14]
6. ↑  Descalificación por dopaje de la medallista de oro, la rusa Olga Kaniskina.[14]
7. ↑  Descalificación por dopaje de las medallistas de oro y plata, la lituana Živilė Balčiūnaitė y la rusa Nailiya Yulamanova.[14]
8. ↑  Descalificación por dopaje de las medallistas de oro y plata, las bielorrusas Nadzeya Ostapchuk y Natalia Mijnevich.[14]
9. ↑  Descalificación por dopaje del relevo ruso, medallista de oro, conformado por Anastasiya Kapachinskaya, Antonina Krivoshapka, Xeniya Ustalova y Tatiana Firova.[14]

## Medallero
| Núm. | País            | Oro | Plata | Bronce | Total |
| ---- | --------------- | --- | ----- | ------ | ----- |
| 1    | Francia         | 8   | 6     | 4      | 18    |
| 2    | Rusia           | 8   | 4     | 5      | 17    |
| 3    | Reino Unido     | 6   | 10    | 4      | 20    |
| 4    | Alemania        | 5   | 6     | 6      | 17    |
| 5    | Polonia         | 3   | 1     | 6      | 10    |
| 6    | Turquía         | 3   | 0     | 0      | 3     |
| 7    | Ucrania         | 2   | 4     | 1      | 7     |
| 8    | Italia          | 2   | 3     | 3      | 8     |
| 9    | España          | 2   | 2     | 2      | 6     |
| 10   | Croacia         | 2   | 0     | 0      | 2     |
| 11   | Países Bajos    | 1   | 1     | 1      | 3     |
| 12   | Bélgica         | 1   | 0     | 2      | 3     |
| 13   | Eslovaquia      | 1   | 0     | 1      | 2     |
| 13   | Letonia         | 1   | 0     | 1      | 2     |
| 15   | Noruega         | 1   | 0     | 0      | 1     |
| 15   | Suiza           | 1   | 0     | 0      | 1     |
| 17   | Portugal        | 0   | 4     | 1      | 5     |
| 18   | Rumania         | 0   | 2     | 0      | 2     |
| 19   | Bielorrusia     | 0   | 1     | 1      | 2     |
| 19   | Irlanda         | 0   | 1     | 1      | 2     |
| 19   | Suecia          | 0   | 1     | 1      | 2     |
| 22   | Bulgaria        | 0   | 1     | 0      | 1     |
| 23   | Hungría         | 0   | 0     | 3      | 3     |
| 24   | Azerbaiyán      | 0   | 0     | 1      | 1     |
| 24   | Finlandia       | 0   | 0     | 1      | 1     |
| 24   | Moldavia        | 0   | 0     | 1      | 1     |
| 24   | República Checa | 0   | 0     | 1      | 1     |
|      | TOTAL           | 47  | 47    | 47     | 141   |